# Hofen (Sirnach)
Hofen (toponimo tedesco) è una frazione del comune svizzero di Sirnach, nel Canton Turgovia (distretto di Münchwilen).

## Storia
Già comune autonomo (Ortsgemeinde), nel 1812 è stato aggregato all'altro comune soppresso di Holzmannshaus per formare il nuovo comune di Hofen-Holzmannshaus, che nel 1871 è stato ripartito tra i comuni di Oberhofen bei Münchwilen, a cui fu assegnato Holzmannshaus, e Sirnach, a cui fu assegnato Hofen.

## Amministrazione
Ogni famiglia originaria del luogo fa parte del cosiddetto comune patriziale e ha la responsabilità della manutenzione di ogni bene ricadente all'interno dei confini della frazione.